# 第1戦闘航空団 (国家人民軍)
第1戦闘航空団（ドイツ語: Jagdfliegergeschwader 1, JG-1）は、国家人民軍航空軍（東ドイツ空軍）が有した連隊規模の航空部隊である。第1防空師団直属の部隊として南部における防空任務の主力を担っていた。また、部隊名にはフリッツ・シュメンケルの名が付されていた。

## 歴史
1952年8月16日から9月25日にかけて東ドイツにおける最初の戦闘航空団として航空人民警察所属部隊の編成が行われ、この部隊は兵営人民警察第600/1部局(KVP-Dienststelle 600/1)なる秘匿名称で呼ばれていた。当初はバウツェンにあった旧空軍の飛行場に駐屯していたが、9月26日には北コトブス飛行場に移っている。その後、編成の変更を何度か重ねて第1航空隊(1.Aeroclub)と改称され、1956年7月1日には正式に国軍たる国家人民軍航空軍の部隊となる。1952年9月から1953年10月の期間には部隊の一部が各種訓練の為にソビエト連邦へと派遣されている。1952年10月、ソ連から派遣された軍事顧問の元でYak-18の訓練が始まる。1953年5月にはMiG-15UTIに関する理論上の訓練が開始されたものの、6月17日の東ベルリン暴動を受けて一時中止された。訓練は主にYak-18とYak-11を用いて行われた。1955年には国産化されたYak-18とYak-11が初めて配備された。1956年から1957年にかけてMiG-15の訓練が再開される。1957年、最初のMiG-17F戦闘機10機を受領。1959年、下部編成として第3戦闘飛行中隊(3.Jagdfliegerstaffel)が編成される。同中隊ではIl-28爆撃機の訓練が行われた。1961年、第1戦闘航空団(Jagdfliegergeschwader 1)に改称される。1966年末の段階で、航空団の主力機はMiG-21であった。
1967年10月7日、部隊名に著名なパルチザン闘士フリッツ・シュメンケル(Fritz Schmenkel)の名が冠される。

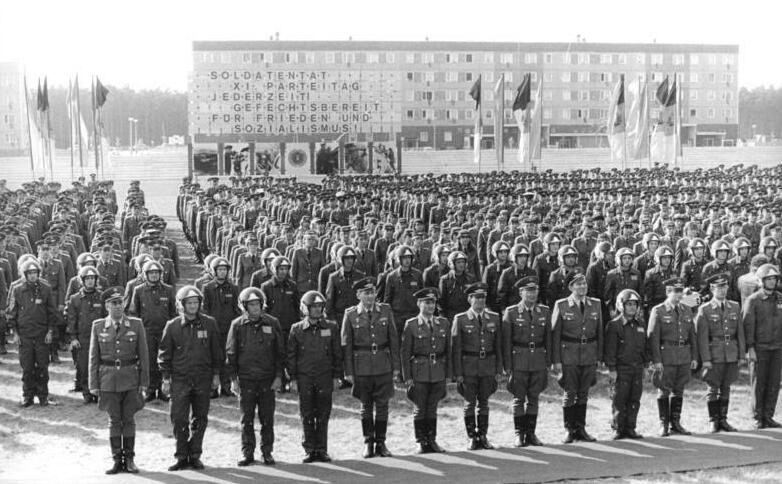
ホーネッカー議長を迎える閲兵式にて整列したJG-1の将兵（1985年）

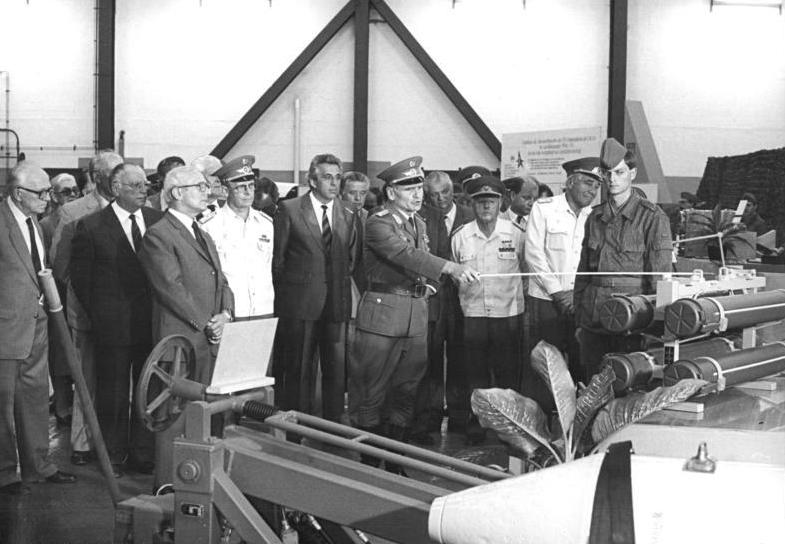
JG-1にて管理整備部門を視察するホーネッカー議長とホフマン将軍（1985年）

### コトブスからホルツドルフへ
1982年11月23日、第1戦闘航空団は当時国家人民軍が有する航空施設のうち最も近代化されていたホルツドルフ航空基地に移った。この飛行場は3つの分散区(Dezentralisierungsraum)によって編成されており、3区あわせて航空機用有蓋掩蔽壕46棟と航空機用無蓋掩蔽壕8棟を備えていた。
ホルツドルフ基地への移動に合わせて、第1航空技術大隊「ヴィリ・ブディヒ」(Fliegertechnisches Bataillon 1 "Willi Budich", FTB-1)と第1情報及び航空管制大隊(Nachrichten- und Flugsicherungsbataillon 1, NFB-1)が新設された。
またJG-1の移動に合わせて、戦闘航空団司令部もシュトリーショーの分屯地からホルツドルフ航空基地内に移動している。司令室は管制塔の下にあったコンクリート製兵舎の中に設けられた。さらに気象観測情報等を発信するべく、ダーメ通信技術中隊(FuTK Dahme)によってRL-30型広域送信機のアンテナが司令部内に設置された。
1981年から1983年にかけて、シェーネヴァルデ近郊にてJG-1と第41航空技術大隊(FuTB-41)の司令部を収容する新たな司令部庁舎の建設が行われた。1983年10月には戦闘航空団司令部が新庁舎へと移動し、同時にホルツドルフ航空基地の指揮権もこの新司令部に移った。シェーネヴァルデ司令部庁舎はNATOにおける管制報告センター(Control and Reporting Centre, CRC)と同等の役割を果たし、現在でも連邦空軍の施設として使用されている。

### 東独崩壊後
1990年9月26日には最後の飛行任務が終了し、10月2日には最後の閲兵式が行われた。同日中に国家人民軍は完全に連邦軍の指揮下に移り、解体された。JG-1の機材等は連邦軍の第5航空師団が引き継いだ。

## 歴代司令官
| 氏名・階級                           | 任期            | 備考                         |
| ------------------------------------ | --------------- | ---------------------------- |
| ヴォルフガング・ラインホルト上級委員 | 1952年9月       | 後に航空軍大将・航空軍司令官 |
| ギュンター・リーチェル中尉           | 1953年 – 1955年 |                              |
| ヘルムート・シュテファン中尉         | 1955年 – 1956年 |                              |
| クラウス＝ユルゲン・バース大尉       | 1956年 – 1959年 | 後に航空軍中将               |
| ヘルベルト・プリーマー大尉           | 1960年 – 1961年 |                              |
| ヴォルフガング・ロイター中佐         | 1961年 – 1962年 |                              |
| ヴェルナー・フリッシュ少佐           | 1963年 – 1968年 |                              |
| ジークフリート・ミッテルバッハ少佐   | 1968年 – 1973年 | 後に航空軍大佐               |
| ヴォルフガング・トンケ中佐           | 1973年 – 1974年 | 後に航空軍少将               |
| エベルハルト・ケルナー中佐           | 1974年 – 1976年 | 後に航空軍大佐。宇宙飛行士。 |
| ライナー・ストラスブルク少佐         | 1976年 - 1981年 |                              |
| ヴィルフリード・ケルンヒェン中佐     | 1981年 – 1988年 | 後に航空軍大佐。             |
| ヘルムート・ジーハウス中佐           | 1988年 – 1990年 |                              |